# Macédoine (Grèce)
Pour les articles homonymes, voir Macédoine.
La Macédoine (en grec Μακεδονία / Makedonía) est une région historique et géographique de Grèce, principalement habitée par des Grecs (Macédoniens grecs (en) et Micrasiates). Comprise entre le Nestos à l’est, la chaîne du Pinde à l’ouest et le mont Olympe au sud, son étendue correspond à la partie méridionale de la Macédoine historique et géographique (la partie septentrionale, de peuplement slave, correspond à la Macédoine du Nord et au Sud-Ouest de la Bulgarie).

## Origine du nom
Le nom Macédoine est la forme latine d’un toponyme grec ancien et trois théories existent sur l’origine de ce nom :
- d’après la mythologie grecque reprise par Strabon, Makedon serait le nom du chef de la tribu qui s’installa dans la région et qui fonda le royaume de Macédoine ; selon Hérodote, les makednoí étaient une tribu dorienne[1] ;
- le nom pourrait aussi dériver de l’adjectif μακεδνός (makednós), qui signifie « haut », utilisé par Homère pour désigner un arbre dans l’Odyssée[2] et qui serait, selon Hésychios d'Alexandrie, un mot dorien signifiant « grand » ou « lourd »[3], les makednoí étant censés avoir été des personnes de grande taille[4] ;

La Macédoine à la mort de Philippe II

- une troisième hypothèse suggère que le nom Makedon signifie « gens des hautes terres », selon un terme de l’ancien macédonien, μακι-κεδόνες (maki-kedónes, « des hautes terres »)[5].

La persistance de ce nom jusqu’à nos jours est largement due à son utilisation officielle par les romano-byzantins pour la province romaine et le thème byzantin, utilisation qui n’a pas disparu des cartes européennes et des toponymes chrétiens (notamment ecclésiastiques) pendant la conquête turque. Jusqu’au début du XXe siècle inclus, la géographie européenne traditionnelle décrivait les Balkans selon les conceptions de Ptolémée et Strabon, renvoyant au royaume de Philippe II et d'Alexandre le Grand. Pour leur part, les Turcs ottomans ne l’utilisaient pas, la région étant pour eux incluse en « Roumélie » (Rum-ili, « pays des Romains ») c'est-à-dire le beylerbelik européen pris aux Byzantins au XIVe siècle, après l’Anatolie, et ultérieurement partagé entre les pachalıks puis les vilayets de Selanik et Monastir).

## Géographie

### Divisions administratives
La Macédoine grecque est partagée entre les deux diocèses décentralisés d’Épire-et-Macédoine-occidentale à l’Ouest, et de Macédoine orientale-et-Thrace à l’Est, soit les trois périphéries de Macédoine occidentale, Macédoine centrale et Macédoine orientale et Thrace (partie Ouest). En Chalcidique, la péninsule du Mont Athos forme un État ecclésiastique autonome.

### Géographie
La Macédoine grecque, dont la capitale économique et historique est Thessalonique, est limitée au sud par la mer Égée et la Thessalie, à l’est par la Thrace occidentale, à l’ouest par l’Epire et au nord par la Bulgarie, l’Albanie et la Macédoine du Nord. Les frontières internationales ont été fixées le 10 août 1913 au traité de Bucarest et ratifiées le 28 juin 1919 par le Traité de Versailles.
Le paysage physique est relativement varié en raison du caractère essentiellement montagneux de la Macédoine occidentale et orientale, à l’exception de quelques grandes vallées fertiles, tandis qu’en Macédoine centrale se trouve la plaine de Thessalonique – la deuxième de Grèce par son étendue. Cette plaine résulte de l’évolution paléoenvironnementale du complexe deltaïque de l’Axios, de 2 200 km2 de superficie, incluant des limans lagunaires ouverts sur la mer Égée : c’est sur le rives de l’un d’eux qu’était bâtie Pella, capitale du royaume antique.

### Villes de Macédoine

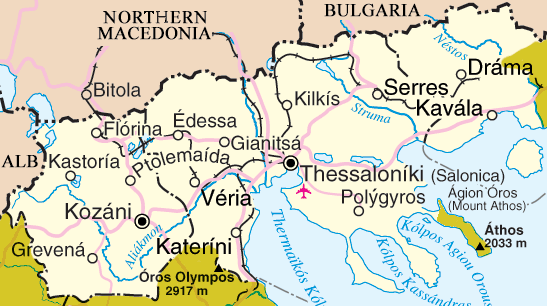
Carte de la Macédoine grecque.

Le réseau urbain de la Macédoine remonte à la colonisation grecque de l'époque archaïque puis classique, mais doit beaucoup aussi au royaume de Macédoine et à la colonisation romaine. Une partie de ce réseau a connu de profondes ruptures lors des invasions celtiques du IVe siècle, gothiques du IVe siècle et slaves des VIe siècle et VIIe siècle, de sorte que le renouveau urbain de l'époque mésobyzantine (Xe siècle-XIIe siècle) se fait, en partie, sur de nouveaux sites. La conquête turque a créé une nouvelle rupture dans l'organisation de ce réseau urbain en entraînant la disparition de nombreuses villes, dont certaines étaient déjà sur le déclin. Enfin, l'État grec moderne a créé un nombre de nouvelles villes dans sa politique d'accueil des réfugiés grecs d'Anatolie qui furent chassés par la Grande catastrophe de 1922.

### Population
Selon le recensement de 2001, la population de la Macédoine grecque s'élevait à 2 492 232 habitants et l’actuelle à 2 625 681 habitants (évaluation 2006).

## Histoire

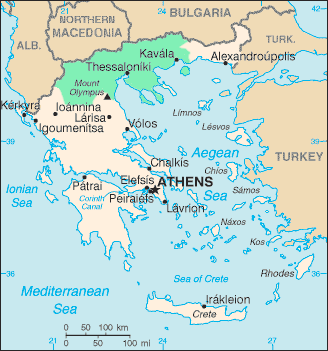
En vert la Macédoine grecque.

Le royaume de Macédoine antique est apparu au milieu du VIIe siècle av. J.-C. puis, en 168 avant notre ère, est devenu la province romaine de Macédoine s'étendant sur la Macédoine et l'Albanie actuelles, ainsi que sur le nord de la Grèce. Disputée entre l'Empire romain d'Orient (dit byzantin) qui en contrôle les côtes, et le premier royaume bulgare (suivi, plus tardivement, par le second), la Macédoine historique fut érigée en thème (province byzantine civile et militaire vers 790, mais ce thème de Macédoine ne correspond que partiellement à l'actuelle Macédoine grecque, qui fit aussi partie du despotat d'Épire par la suite, avant d'être conquise par l'Empire ottoman en 1396. Sous la domination ottomane, aux populations grecques (sur la côte et en Chalcidique), slaves (dans les vallées et les plaines de l'intérieur) et romanes (dans les massifs comme la Vlahina, le Moglen, le Pinde et en Macédoine occidentale) s'ajoutèrent des Turcs qui, par ailleurs, convertirent à l'islam une partie des slaves (les Torbèches et les Pomaques de langue bulgare) et des romans (les Moglénites).
C'est à l'issue des Guerres balkaniques, en 1913, que cette région de la Macédoine historique est devenue grecque, tandis la Macédoine du nord était partagée entre la Serbie et la Bulgarie. Dans ces « nouveaux territoires » grecs, les Grecs n'étaient majoritaires que sur la côte et en Chalcidique ; dans l'intérieur des terres ils ne sont devenus majoritaires qu'à partir de 1923, après de multiples échanges de populations avec la Turquie, rendus obligatoires par le Traité de Lausanne. Les descendants de ces Grecs d'Anatolie, appelés « Micrasiates », sont très nombreux dans la population grecque macédonienne actuelle.

## Administration
La Macédoine grecque ne constitue actuellement pas une division administrative à part entière, le territoire étant divisé en 13 « départements » (nomes) faisant partie de 3 périphéries : Macédoine-Orientale-et-Thrace, Macédoine-Centrale et Macédoine-Occidentale. Il existe en outre une région administrative autonome : le Mont Athos.
Ces régions étaient en outre administrées par le ministère du gouvernement national de Macédoine et de Thrace, jusqu'à la suppression de ce ministère en octobre 2009.
| Carte de la Macédoine | Nombre                                                   | Périphérie    | Capitale   | Superficie | Population |
| --------------------- | -------------------------------------------------------- | ------------- | ---------- | ---------- | ---------- |
|                       |                                                          |               |            |            |            |
|                       | Macédoine-Occidentale ( comportant: )                    | Kozani        | 9,451 km2  | 303,857    |            |
| 1                     | Nome de Kastoria                                         | Kastoria      | 1,720 km2  | 53,584     |            |
| 2                     | Nome de Flórina                                          | Flórina       | 1,924 km2  | 55,210     |            |
| 3                     | Nome de Kozani                                           | Kozani        | 3,516 km2  | 156,807    |            |
| 4                     | Nome de Grevena                                          | Grevena       | 2,291 km2  | 38,256     |            |
|                       | Macédoine-Centrale ( comportant: )                       | Thessalonique | 18,811 km2 | 1,931,870  |            |
| 5                     | Nome de Pella                                            | Édessa        | 2,506 km2  | 148,190    |            |
| 6                     | Nome d'Émathie                                           | Béroia        | 1,701 km2  | 144,835    |            |
| 7                     | Nome de Piérie                                           | Kateríni      | 1,516 km2  | 134,739    |            |
| 8                     | Nome de Kilkís                                           | Kilkís        | 2,519 km2  | 91,828     |            |
| 9                     | Nome de Thessalonique                                    | Thessalonique | 3,683 km2  | 1,099,598  |            |
| 10                    | Nome de Chalcidique                                      | Polýgyros     | 2,918 km2  | 109,587    |            |
| 11                    | Nome de Serrès                                           | Serrès        | 3,968 km2  | 203,093    |            |
|                       | Macédoine-Orientale ( en partie seulement, comportant: ) | Kavala        | 5,579 km2  | 254,255    |            |
| 12                    | Nome de Dráma                                            | Dráma         | 3,468 km2  | 106,371    |            |
| 13                    | Nome de Kavala                                           | Kavala        | 2,111 km2  | 147,884    |            |
| -                     | Mont Athos (république autonome)                         | Karyès        | 390 km2    | 2,250      |            |
|                       | Macédoine                                                | Thessalonique | 34,231 km2 | 2,492,232  |            |

## Contentieux avec la Macédoine du Nord
Le nom historique de « Macédoine » et son utilisation, pour désigner leurs origines, par trois peuples différents : les Grecs, les Aroumains et les Slaves de cette région, est depuis la fin du XIXe siècle, au cœur de revendications nationalistes qui ont fait dire à Winston Churchill : « la région des Balkans a tendance à produire plus d'histoire qu'elle ne peut en consommer ».
Si les Aroumains, peu nombreux, n'ont aucune revendication territoriale, il n'en fut pas de même pour les Grecs et les Slaves. En effet, la Grèce ne pouvait pas accepter que la république de Macédoine, pays slave, se nomme « Macédoine » tout court, au motif qu'historiquement le seul État souverain à porter ce nom fut le royaume de Macédoine des Argéades et des Antigonides dont le caractère hellénique et la langue servent de base aux revendications d'exclusivité de l'État grec moderne sur ce toponyme. L'étendue du royaume argéade à l'époque de son apogée, sous le règne de Philippe II et de son fils Alexandre le Grand est prise comme référence par les Grecs pour déterminer les territoires qui peuvent ou non inclure le nom de « Macédoine » ; seule la Macédoine grecque peut selon eux, être appelée « Macédoine » tout court, affirmation fondée sur l'idée de continuité entre les États grecs antiques et la République hellénique contemporaine.
De leur côté, les Macédoniens slaves, dont la langue, proche du bulgare, est issue du slavon, ont progressivement construit leur propre identité nationale à la fin du XIXe siècle et au début du XXe siècle autour de ce même toponyme qui désignait à cette époque la majeure partie du territoire où ils résidaient et n'entendent donc pas y renoncer. Divers compromis ont été proposés, de « Macédoslavie » à « Vardarie » en passant par « république de Skopje », mais aucun n'a abouti et l'appellation officielle internationale du pays a été durant 27 ans (1991-2018) « ARYM » en français (« Ancienne République Yougoslave de Macédoine »), ou FYROM en anglais (Former Yugoslav Republic Of Macedonia), ce qui en faisait le dernier état où figurait encore le mot « Yougoslave ». Depuis 2018, un compromis ayant finalement été trouvé, cette république Slave méridionale se nomme officiellement Macédoine du Nord. Quant aux anciens territoires macédoniens antiques appartenant à la Bulgarie, ils sont dénommés « Macédoine du Pirin » et y forment l'oblast de Blagoevgrad.

## Les symboles de la Macédoine
Les symboles historiques de la Macédoine, à savoir :
- la figure héroïsée d'Alexandre le Grand ;
- le symbole solaire figurant sur le coffret funéraire de la tombe dite « de Philippe II » fouillée sur le site de Vergina ;
- différents chants patriotiques comme l'hymne Macédoine célèbre…

… sont disputés entre d'une part la Grèce qui s'en sert pour réaffirmer la continuité entre la Macédoine antique et la Macédoine grecque actuelle (et elle seule), et d'autre part les nationalistes protochronistes macédoslaves ou macédoroumains, mais, du point de vue des historiens, tous s'approprient indument le passé : les Grecs modernes en raison des ruptures historiques, dues aux invasions barbares, au peuplement médiéval slave et au repeuplement grec moderne du pays (seule la Chalcidique restant grecque sans discontinuer), les autres en raison du caractère hellénisé de la Macédoine antique, dont ni slaves ni latins ne peuvent se prévaloir.

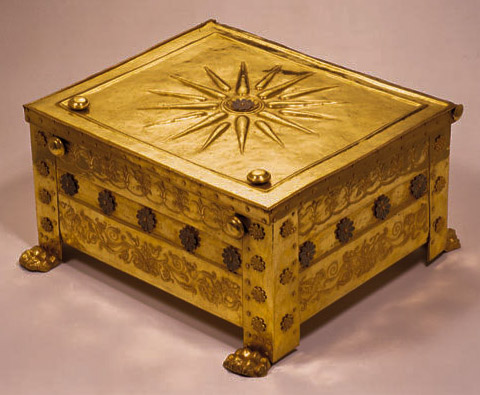
Le soleil de Vergina originel sur le Larnax de Vergina.
Le soleil de Vergina sur fond bleu formant le drapeau non officiel de la Macédoine grecque.
Le soleil de Vergina sur fond blanc utilisé comme drapeau non officiel par les Aroumains protochronistes qui se revendiquent comme « Macédoniens »[14].
Le soleil de Vergina sur fond rouge utilisé comme drapeau par la république de Macédoine de 1992 à 1995, alors que son symbole traditionnel est un lion rampant d'or (jaune) sur fond de gueules (rouge).

## Photos

Le mont Vernon (en) vu de Kastoriá, en hiver.
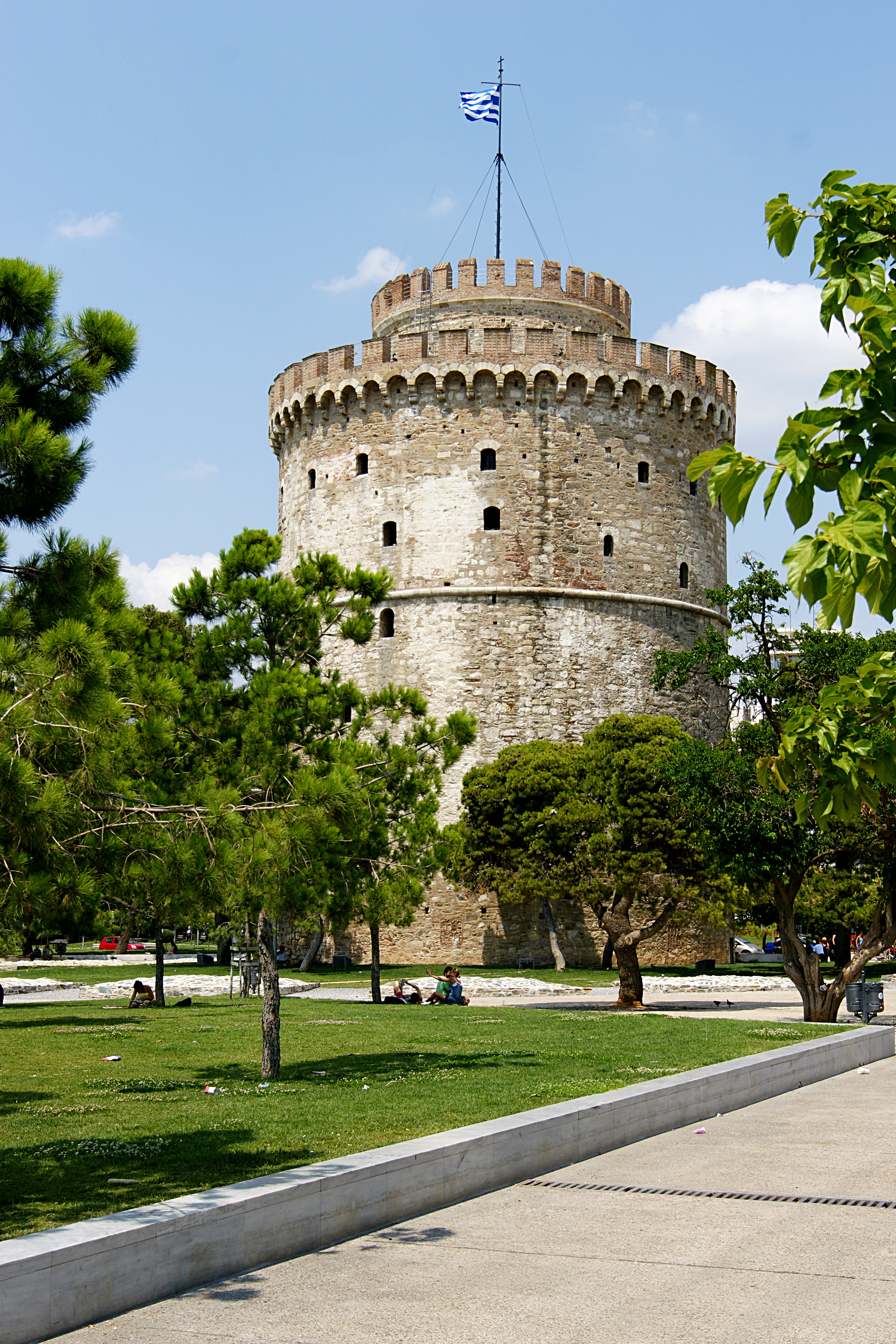
La Tour blanche de Thessalonique.
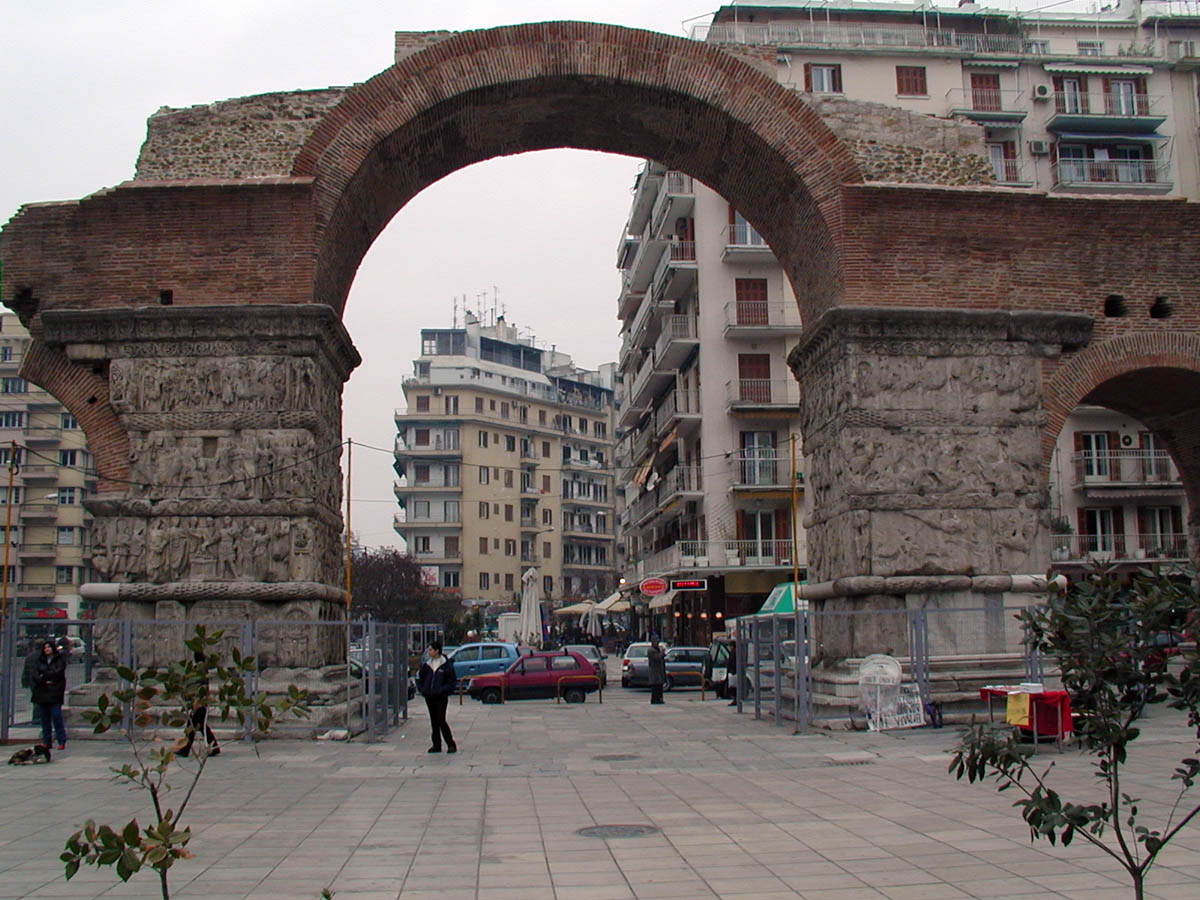
Arc de Galerius à Thessalonique.
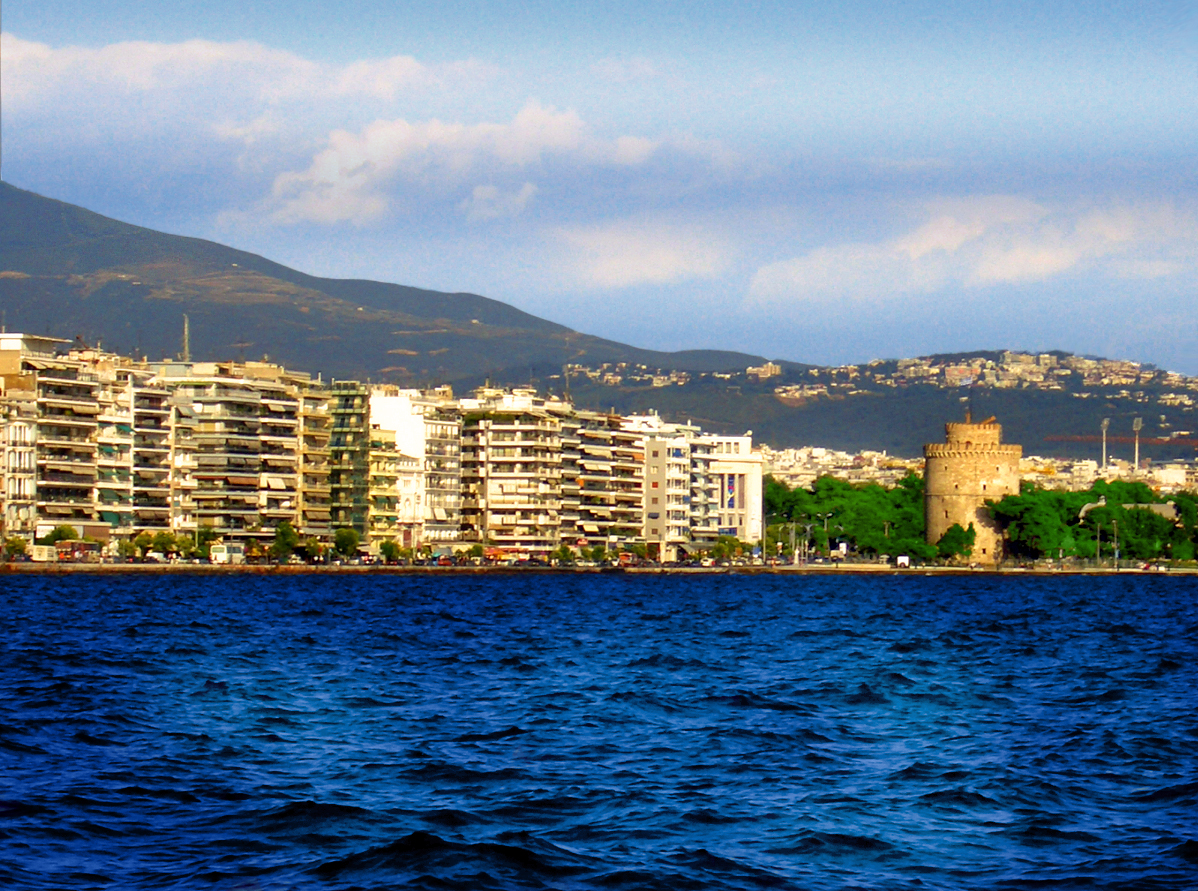
Boulevard de la Victoire (Leoforos Nikis) de Thessalonique.
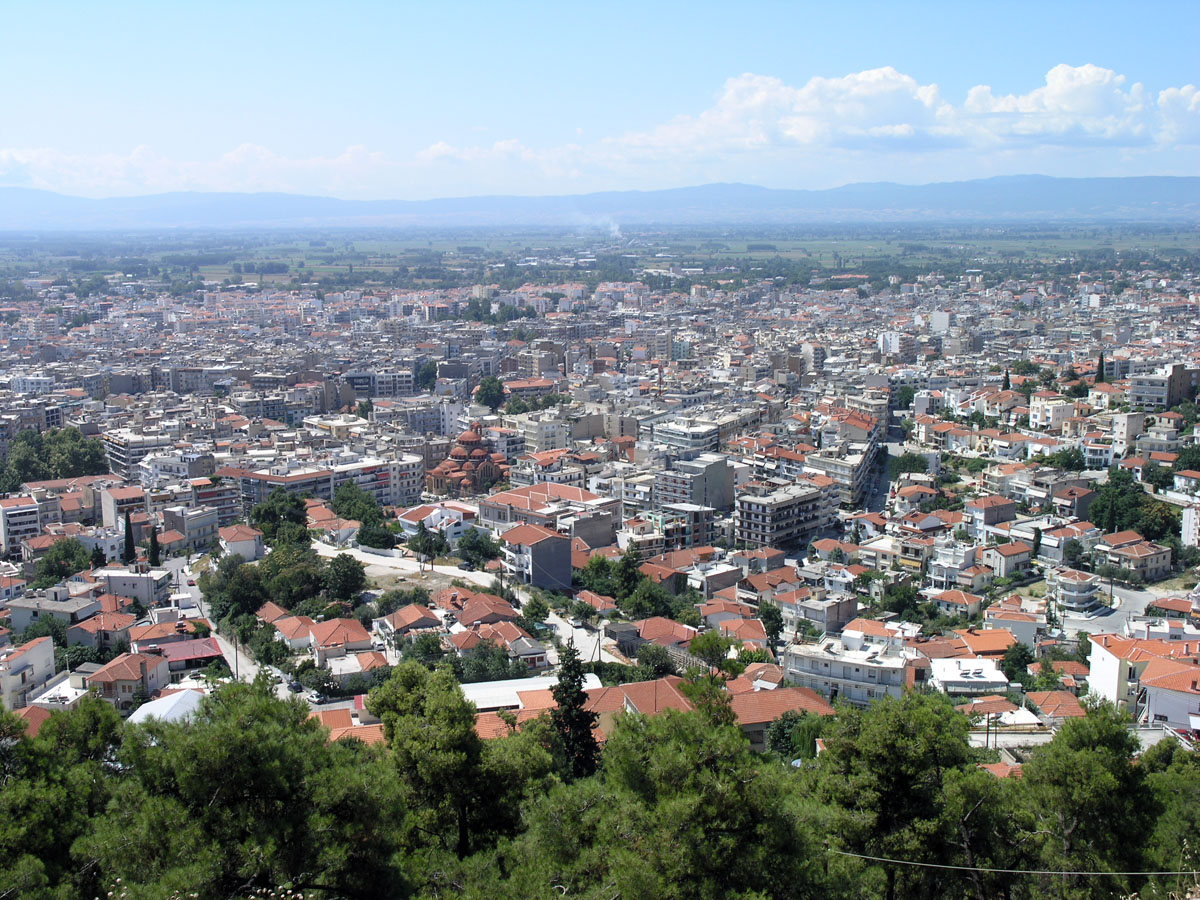
Vue générale de la ville moderne de Serrès depuis l'acropole.
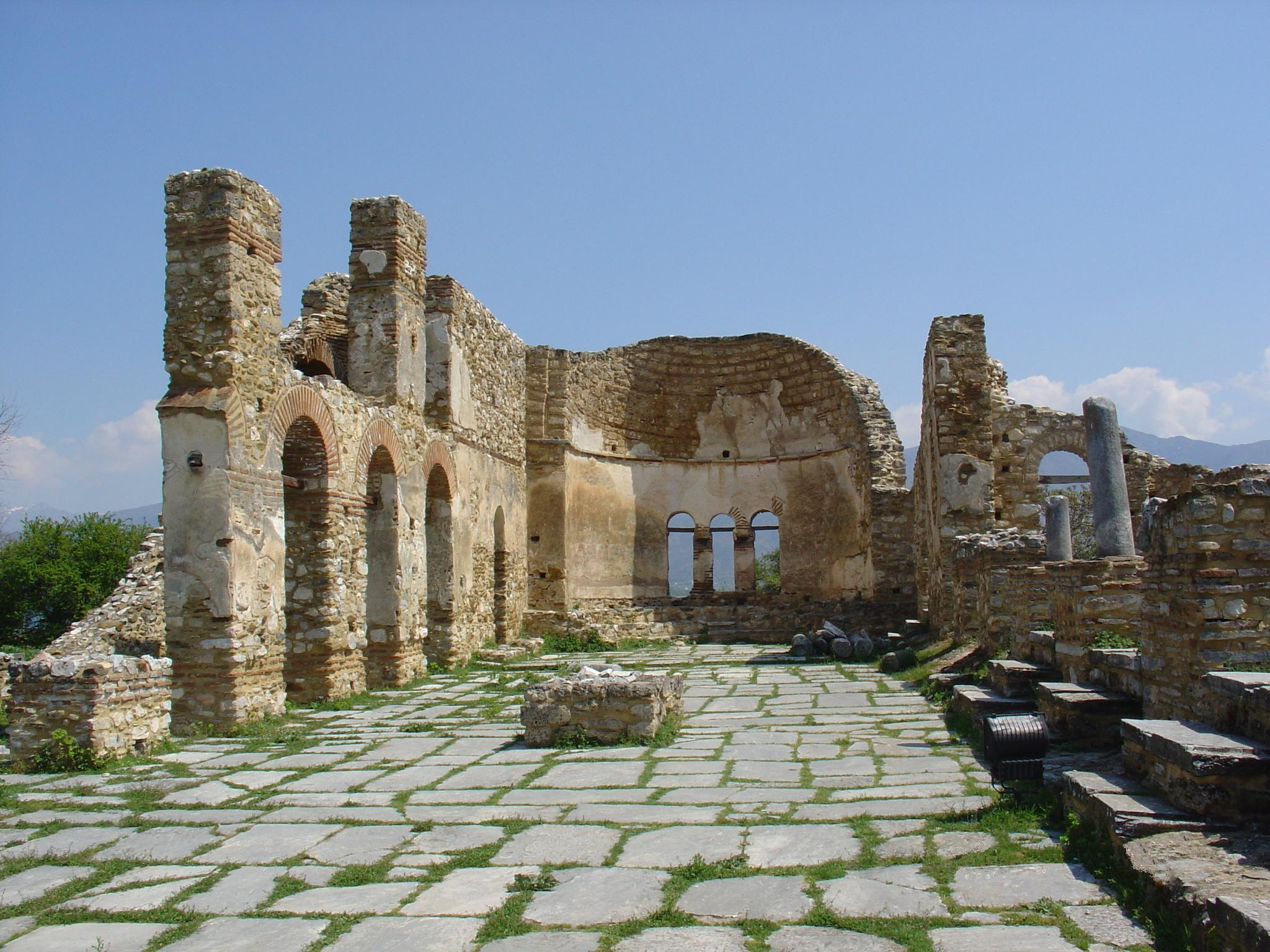
Ruines de la basilique byzantine Saint-Achille où Theo Angelopoulos tourna des scènes de L'Éternité et Un Jour.
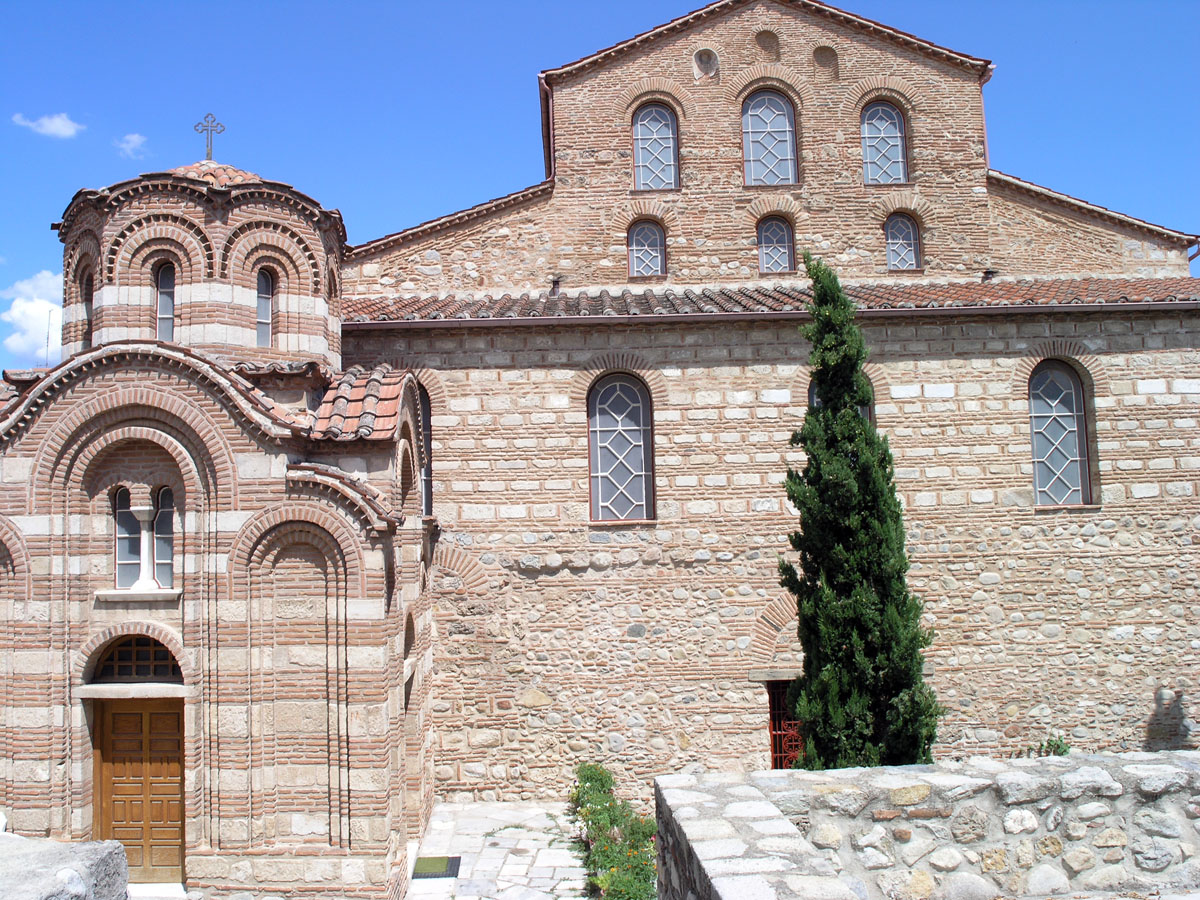
Basilique des Saints-Théodores, ancienne métropole de Serrès.
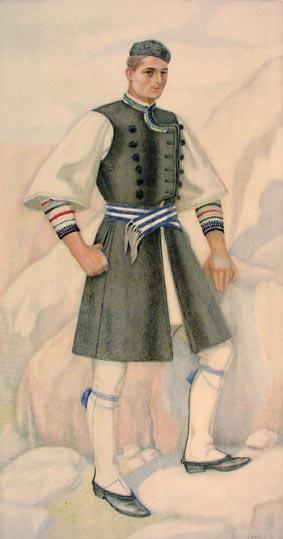
Vêtements traditionnels des…
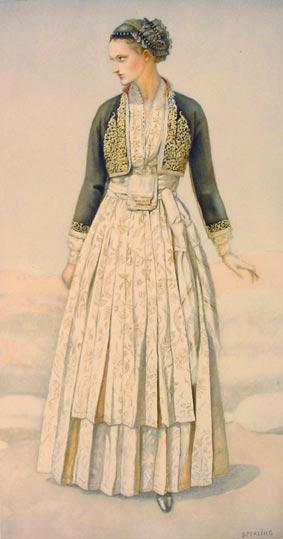
…Macédoniens grecs au XXe siècle
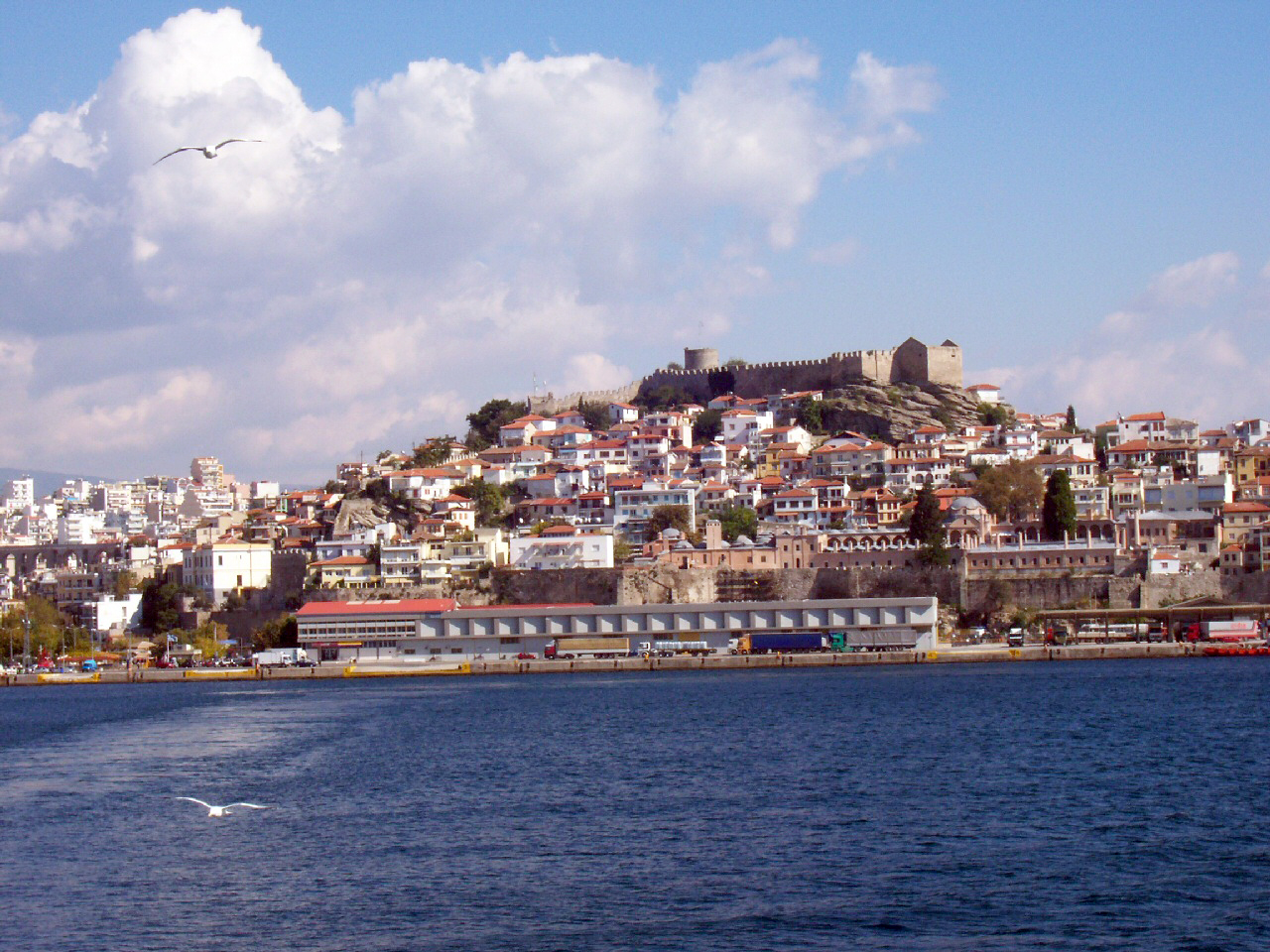
Vieille ville de Kavala.
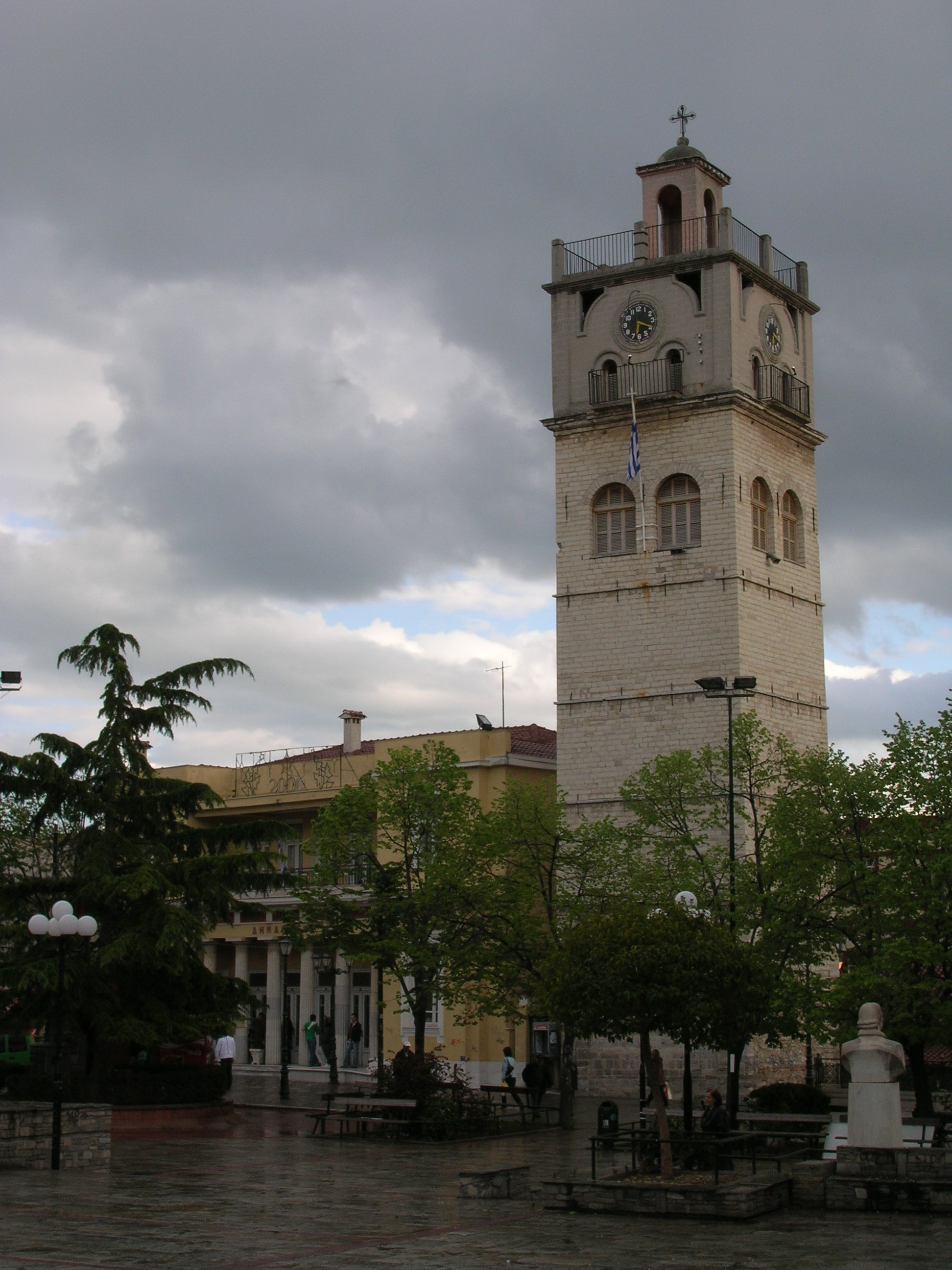
Tour de l'horloge de Kozani.
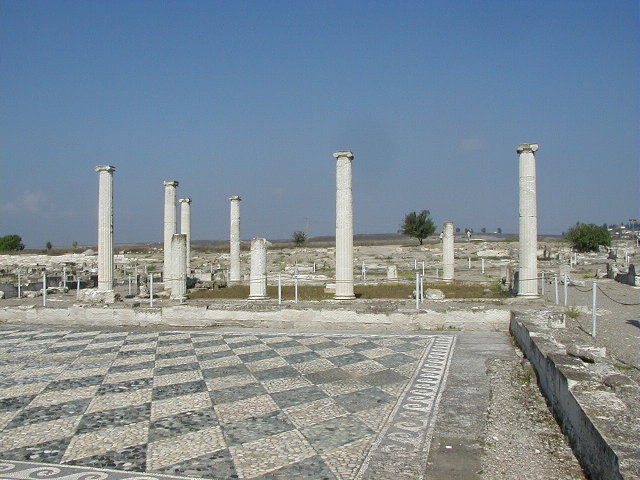
Atrium avec mosaïque de galets à décor géométrique dans une grande demeure de Pella.
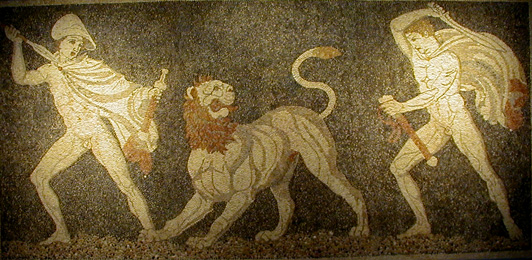
Chasse au lion sur une mosaïque de Pella.